# Morgan's Point Resort, Texas
Morgan's Point Resort là một thành phố thuộc quận Bell, tiểu bang Texas, Hoa Kỳ. Năm 2010, dân số của xã này là 4170 người.

## Dân số
- Dân số năm 2000: 2989 người.
- Dân số năm 2010: 4170 người.